# John Callen
John Callen, né le 4 novembre 1946, est un acteur britannique. Il est notamment connu pour son rôle de Óin dans la trilogie Le Hobbit (2012-2014).

## Filmographie

### Cinéma
- 1981 : Pictures : Casey
- 1988 : Send a Gorilla : Chris Dean
- 2000 : The Feathers of Peace : Richard Freeman
- 2006 : Treasure Island Kids: The Mystery of Treasure Island : Conrad
- 2006 : Treasure Island Kids: The Monster of Treasure Island : Conrad
- 2006 : Treasure Island Kids: The Battle of Treasure Island
- 2011 : Love Birds : Professeur Craddock
- 2012 : Le Hobbit : Un voyage inattendu : Óin
- 2013 : Le Hobbit : La Désolation de Smaug : Óin
- 2014 : Le Hobbit : La Bataille des Cinq Armées : Óin

### Télévision
- 1986 : Seekers : Bill Aspen (3 épisodes)
- 1989 : Worzel Gummidge Down Under : Bailiff (1 épisode)
- 1993 : Le Rainbow Warrior (The Rainbow Warrior)
- 1997 : Amazon High : Oba
- 2006 : Power Rangers Mystic Force : Mucor (1 épisode)
- 2007 : The Man Who Lost His Head : Nigel Harrison
- 2008 : Power Rangers : Jungle Fury : Sonimax (4 épisodes)

### Jeux vidéo
- 2004 : Star Wars: Knights of the Old Republic 2 - The Sith Lords : Zuka